# أل شاندلير
أل شاندلير (بالإنجليزية: Al Chandler)‏ هو لاعب كرة قدم أمريكية أمريكي، ولد في 18 نوفمبر 1950 في أوكلاهوما سيتي في الولايات المتحدة.